# Zaczernie
Zaczernie – wieś w Polsce położona w województwie podkarpackim, w powiecie rzeszowskim, w gminie Trzebownisko.
| SIMC    | Nazwa           | Rodzaj     |
| ------- | --------------- | ---------- |
| 0664846 | Górka Zaczerska | przysiółek |
| 0664817 | Podedwór        | część wsi  |
| 0664823 | Podkościół      | część wsi  |
| 0664830 | Żabiniec        | część wsi  |

## Położenie
Wieś położona w powiecie przemyskim, była własnością Stanisława Herakliusza Lubomirskiego, została spustoszona w czasie najazdu tatarskiego w 1672 roku. Prywatna wieś szlachecka, położona w województwie ruskim, w 1739 roku należała wraz z folwarkiem do klucza Łąka Lubomirskich. W latach 1975–1998 miejscowość administracyjnie należała do województwa rzeszowskiego.
Zaczernie leży na północ od Rzeszowa, w odległości około 7 kilometrów od centrum miasta. Od południowego wschodu graniczy z Trzebowniskiem, od wschodu z Nową Wsią. Lotnisko w Jasionce stanowi północno-wschodnią granicę Zaczernia, natomiast od północy wieś sięga po Tajęcinę. Pomiędzy wsią i lotniskiem przebiega autostrada A4, a na zachodzie przebiega linia kolejowa nr 71 z przystankiem Zaczernie.
Teren Zaczernia znajduje się w obrębie południowej części Kotliny Sandomierskiej – największego makroregionu Podkarpacia. Leży w tzw. Zapadlisku Przedkarpackim. Położenie Zaczernia jest niezwykle interesujące, bowiem na jego terenie występują aż trzy jednostki geomorfologiczne. Północna część wsi o krajobrazie równin peryglacjalnych wchodzi jeszcze w głąb Płaskowyżu Kolbuszowskiego. Dolina Czarnej leży z kolei w podregionie Rynny Podkarpackiej, której krajobraz determinują współczesne i stare tarasy akumulacyjne, zaś południowa część wsi posiada wyżynny, lessowy krajobraz, charakterystyczny dla Podgórza Rzeszowskiego.
Zaczernie położone jest w zasięgu zlewni rzeki Wisłok. Wewnętrzną sieć rzeczną tworzą: rzeka Czarna  i potok Suwarka. Grunty orne to w większości gleby łatwe do uprawy z piachem w górnych warstwach. Nazwa Zaczernie ma charakter topograficzny. Przyimek „za” wskazuje kierunek ruchu osadniczego, którego centrum stanowił Rzeszów. Na przestrzeni wieków nazwa ta była różnie zapisywana w zależności od przeobrażeń w polskim systemie fonetycznym i zmian w pisowni, np.: Zaczirne (1443), Zaczyrnye (1447). Najdawniejszym dokumentem wymieniającym nazwę wsi jest akt uposażenia kościoła parafialnego z Zaczerniu wydany przez Jana, dziedzica Rzeszowa i Staromieścia w dniu 29 czerwca 1439 roku. Nazwa wsi wywodzi się od Czarnej – rzeki, nad którą leży miejscowość. Wyraz ‘zaczernie’ oznacza więc miejsce położone za Czarną. Na początku określano w ten sposób zapewne jedynie teren, później osadę, a z czasem wieś. Jednym słowem, „Zaczernie ma swoje nazwisko od rzeczki Czarna, w której „czerniawa woda płynie”.

## Zabudowania

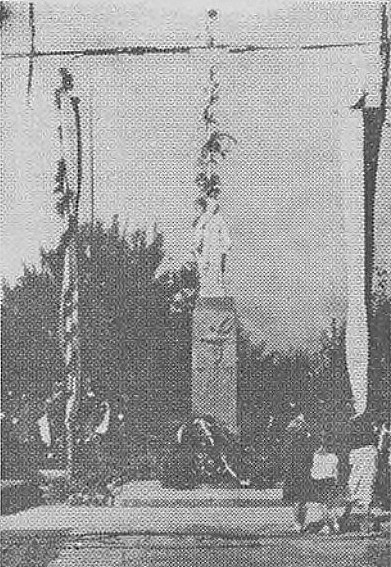
Pomnik w Zaczerniu (1937)

W listopadzie 1937 w Zaczerniu odsłonięto pomnik z figurą Matki Boskiej, na którym upamiętniono 79 zaczernian poległych w walkach o niepodległość Polski.
Miejscowość jest siedzibą parafii Narodzenia NMP, należącej do dekanatu Głogów Małopolski, diecezji rzeszowskiej.
Na terenie wsi znajdują się m.in.:
- szkoła podstawowa i przedszkole,
- bieżnia korkowa
- remiza Ochotniczej Straży Pożarnej,
- kościół,
- stary browar, należący do Zakładów Piwowarskich w Leżajsku (nieczynny),
- Zakłady Optyczne B&M OPTIK Sp. z o.o.,
- Muzeum Regionalne, mieszczące się w Domu Ludowym
- apteka.
- Przedszkole oraz żłobek parafialny
- Karczma "U Jana"
- placówka banku
- poczta
- sklepy samoobsługowe
- Dom spokojnej starości
- Piekarnia
- Ośrodki zdrowia ZOZ oraz Alfamed

## Organizacje i stowarzyszenia
We wsi aktywnie działają:
- Orkiestra Dęta,
- zespół śpiewaczy Żytnioki,
- ochotnicza straż pożarna,
- Towarzystwo Przyjaciół Zaczernia,
- Koło Gospodyń Wiejskich,
- parafialny oddział Caritas,
- Katolickie Stowarzyszenie Młodzieży,
- Stowarzyszenie Pomocy Rodzinie Agape
- piłkarski Klub Sportowy Zaczernie założony 25 sierpnia 1947 (barwy czerwono-zielone). W sezonie 2021/2022 swoje mecze rozgrywa w klasie okręgowej grupy Rzeszów[9]
- Stowarzyszenie Mag-Ja

Do najciekawszych form działalności ww. organizacji należą: kultywowanie tradycji bożonarodzeniowych i wielkanocnych, dożynki, organizacja Dnia Seniora, Św. Mikołaja, spektakli teatralnych, bali, pomoc rodzinom wielodzietnym i osobom niepełnosprawnym, promowanie talentów oraz zdrowego żywienia.